# Ingolf Arnarson

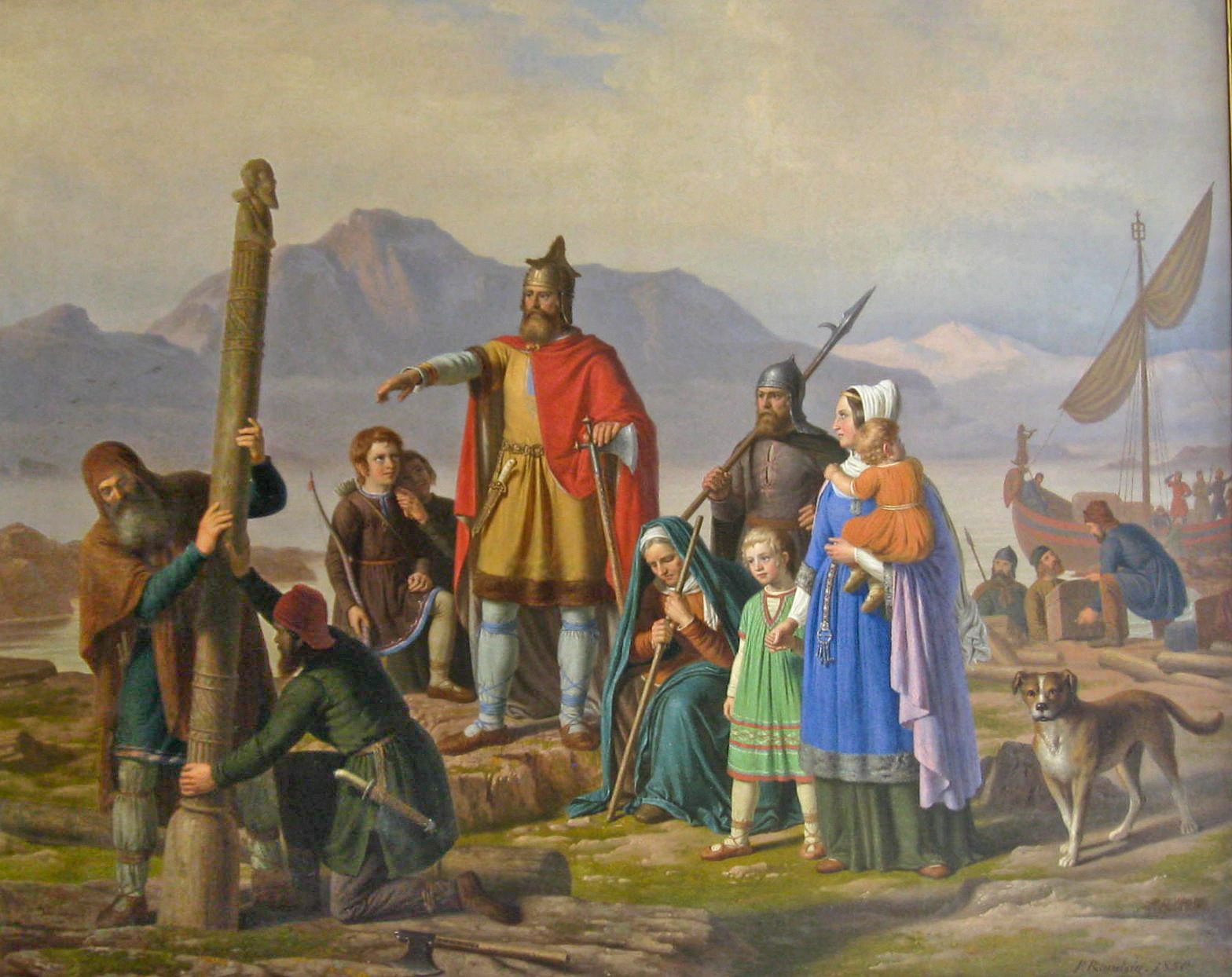
Ingolf Arnarson

Ingolf Arnarson (isl. Ingólfur Arnarsson) – norweski wiking, który uznawany jest za pierwszego stałego nordyckiego osadnika na Islandii. Osiedlił się na przylądku Ingólfshöfði. Nie był on jednak pierwszym Skandynawem, który zamieszkał na wyspie, ponieważ wcześniej jedną zimę niedaleko Húsavík spędził niejaki Garðar Svavarsson, pochodzący ze Szwecji. Nie można też zapominać, że przed wikingami wyspę zamieszkiwali irlandzcy mnisi, z których jednak żaden nie jest znany z imienia.
Ingólfur przybył na wyspę w 874 i zbudował swoje domostwo w miejscu, które nazwał Reykjavík. Fakt ten uznawany jest za początek epoki osadnictwa, która trwała do 930. Wydarzenia te zostały opisane w pochodzącym ze średniowiecza dziele Landnámabók, czyli "Księdze o Zasiedleniu".
Według zawartej w niej na poły legendarnej opowieści, Ingólfur, zbliżając się na swoim statku do wybrzeża, miał wyrzucić do wody "słupki tronowe", które stanowiły część tzw. krzesła wikinga. Wiking miał się osiedlić w tym miejscu, gdzie woda wyrzuciła słupki na brzeg.